# Сааринійдю
Са́аринійдю, або ставок Ка́ратсімяе, (ест. Saarõniidü lump, Karatsimäe tiik) — штучне озеро в Естонії, у волості Вастселійна повіту Вирумаа.

## Розташування
Сааринійдю належить до Чудського суббасейну Східноестонського басейну.
Озеро лежить поблизу села Кюлаору.

## Опис
Загальна площа озера становить 2 га. Середня глибина — 3 м. Довжина берегової лінії — 742 м. Площа водозбору — 1 км².